# Таборе
Таборе (латыш. Tabore) — населённый пункт в Аугшдаугавском крае Латвии. Административный центр Таборской волости. Находится на левом берегу Западной Двины. Расстояние до города Даугавпилс составляет около 9 км. По данным на 2015 год, в населённом пункте проживало 296 человек. Есть волостная администрация, начальная школа (в бывшей усадьбе), фельдшерский и акушерский пункт, магазин.

## История
В советское время населённый пункт носил название Табора и был центром Таборского сельсовета Даугавпилсского района. В селе располагался колхоз «Авангардс».